# ناثانيل هيد
ناثانيل هيد هو سياسي أمريكي، ولد في 20 مايو 1828 في هوكسيت في الولايات المتحدة، وتوفي بنفس المكان في 12 نوفمبر 1883. نشط حزبياً في New Hampshire Republican State Committee ‏ والحزب الجمهوري. وقد انتخب عضو مجلس ولاية نيوهامبشير ‏ وانتخب حاكم نيو هامبشاير ‏.